# IAI Kfir

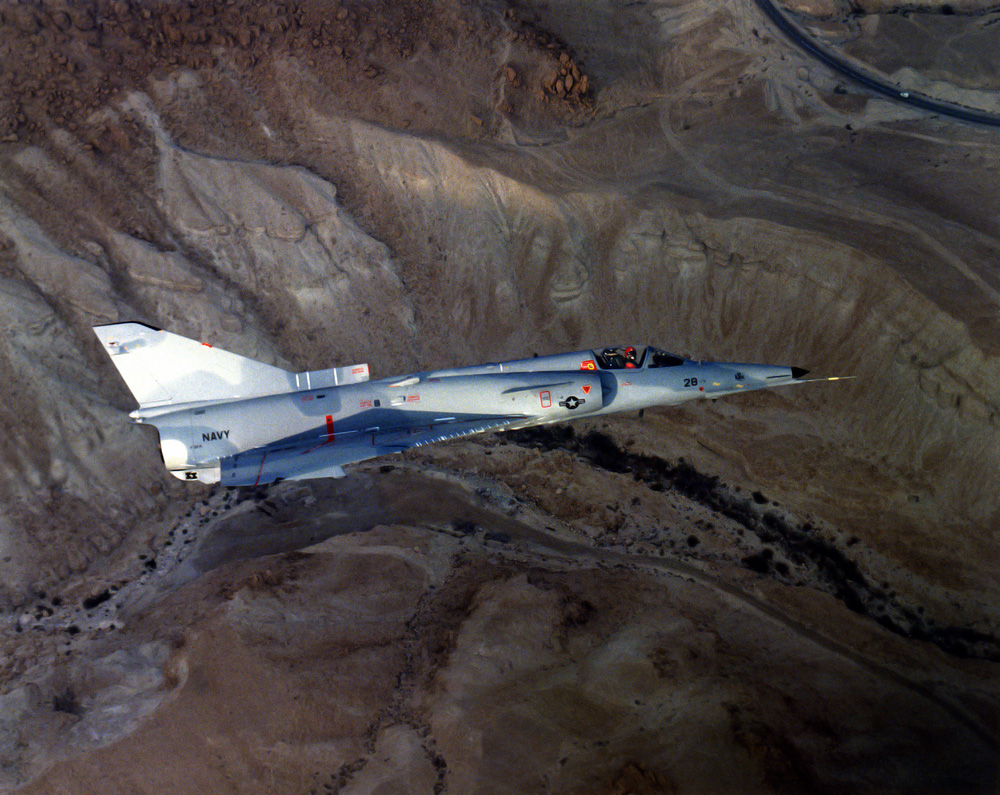
F-21A Kfir de l'Armada dels Estats Units

L'Israel Aircraft Industries Kfir (en hebreu: כפיר, «cadell de lleó») també conegut com a F-21A Lion (en la nomenclatura de l'Armada nord-americana) és un avió de combat polivalent supersònic de fabricació israeliana, dissenyat per l'empresa Israel Aircraft Industries per les Forces de Defensa Israelianes. L'IAI Kfir està basat en l'estructura de l'avió de combat IAI Nesher, desenvolupat gràcies a la tasca d'espionatge industrial realitzada pel Mossad.
El Mossad va obtenir els plànols originals del caça bombarder de fabricació francesa Dassault Mirage 5, després de l'embargament del govern del General Charles de Gaulle d'exportar el Mirage 5J, que havia comprat Israel. El Kfir no va ser una simple còpia, sinó que el projecte va comportar un desenvolupament i unes millores sobre el Mirage original. Entre elles cap destacar la nova aviònica de fabricació israeliana i la propulsió per una versió del motor General Electric J79 en lloc del motor SNECMA ATAR 09C del Mirage.
A més de servir en la Força Aèria Israeliana, l'IAI Kfir va ser posteriorment utilitzat en altres països, entre els quals cap citar Colòmbia, Equador, Estats Units (per l'Armada i el Cos de Marines dels Estats Units) i Sri Lanka. Encara que els Kfir van ser donats de baixa tant a Israel com als Estats Units, encara segueixen prestant servei a Colòmbia, Equador i Sri Lanka.
En total, van ser fabricats un total de 212 IAI Kfir en totes les seves versions. Per reemplaçar a aquest model, Israel va desenvolupar el IAI Lavi, projecte que finalment seria abandonat per falta de pressupost.

## Història
L'IAI Kfir va ser creat per la Israel Aircraft Industries (actualment Israel Aerospace Industries) a requeriment de la Força Aèria Israeliana, per substituir progressivament als Dassault Mirage IIICJ, coneguts a Israel per Shahak.
L'avió de combat d'ala delta Mirage IIICJ va ser el primer avió supersònic comprat per Israel. Va constituir l'espina dorsal de la Força Aèria Israeliana durant els anys seixanta, fins a l'arribada dels A-4 Skyhawk i, principalment, dels F-4 Phantom II, a la fi d'aquesta dècada. Els Mirage IIICJ feien notar una efectivitat aclaparadora en el rol de la superioritat aèria, com va quedar demostrat durant la Guerra del Yom Kippur, on els pilots israelians van aconseguir nombroses victòries. Durant aquest conflicte nombrosos pilots israelians es forjarien com asos de l'aviació, tot i això, el seu relativament curt radi d'acció suposava un revés per a aquest aparell, convertint-lo en una aeronau gairebé inútil per als rols d'atac a terra.
A mitjans dels anys 60, a petició d'Israel, Dassault Aviation va començar a desenvolupar el Mirage 5J. El Mirage 5J era una versió del Mirage 5, avió de combat polivalent basat en el Mirage III. Seguint els suggeriments dels comandaments israelians, diversa aviònica situada en la cabina i en l'aeronau va ser eliminada, reemplaçant entre altres elements el radar Cyrano que muntava originalment el Mirage III. D'aquesta manera, es permetia a l'aeronau incrementar la seva ràdio d'acció gràcies a la seva major capacitat de combustible i alhora que es produïa una reducció dels costos de manteniment. També, a causa del reemplaçament del radar, la visió des de la cabina va millorar substancialment gràcies al major angle de visió que es disposava.
Quan en 1968, Dassault Aviation va finalitzar la construcció dels 50 Mirage 5J per a Israel, un embargament d'armes imposat pel govern de la República Francesa (que en aquell moment era presidida pel General Charles de Gaulle), el 3 de gener de 1969, mostrant la seva disconformitat pels atacs durant la Guerra dels Sis Dies, va prohibir a Dassault el lliurament d'aquests aparells. Els israelians van respondre fabricant una còpia sense llicència del Mirage 5, l'IAI Nesher, gràcies a les especificacions tècniques de l'aeronau i del motor que van obtenir els serveis d'intel·ligència israelianes.

## Desenvolupament

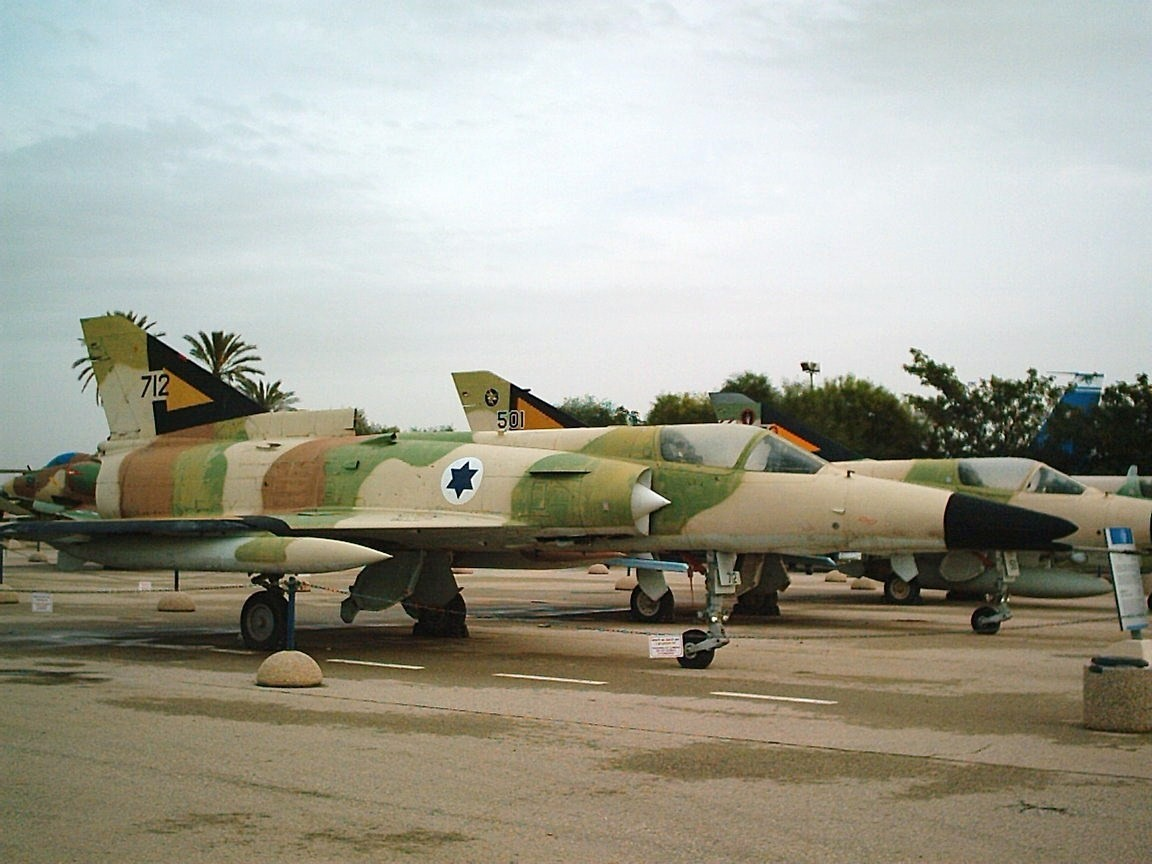
Avió prototip del Kfir (712), en el Museu de la Força Aèria Israeliana, situat en Hatzerim. Vegeu que en tractar-se d'una modificació d'un IAI Nesher, comparteix elements estructurals del Nesher (p. ex.: el morro) i del Kfir (p. ex.: la secció del darrere)

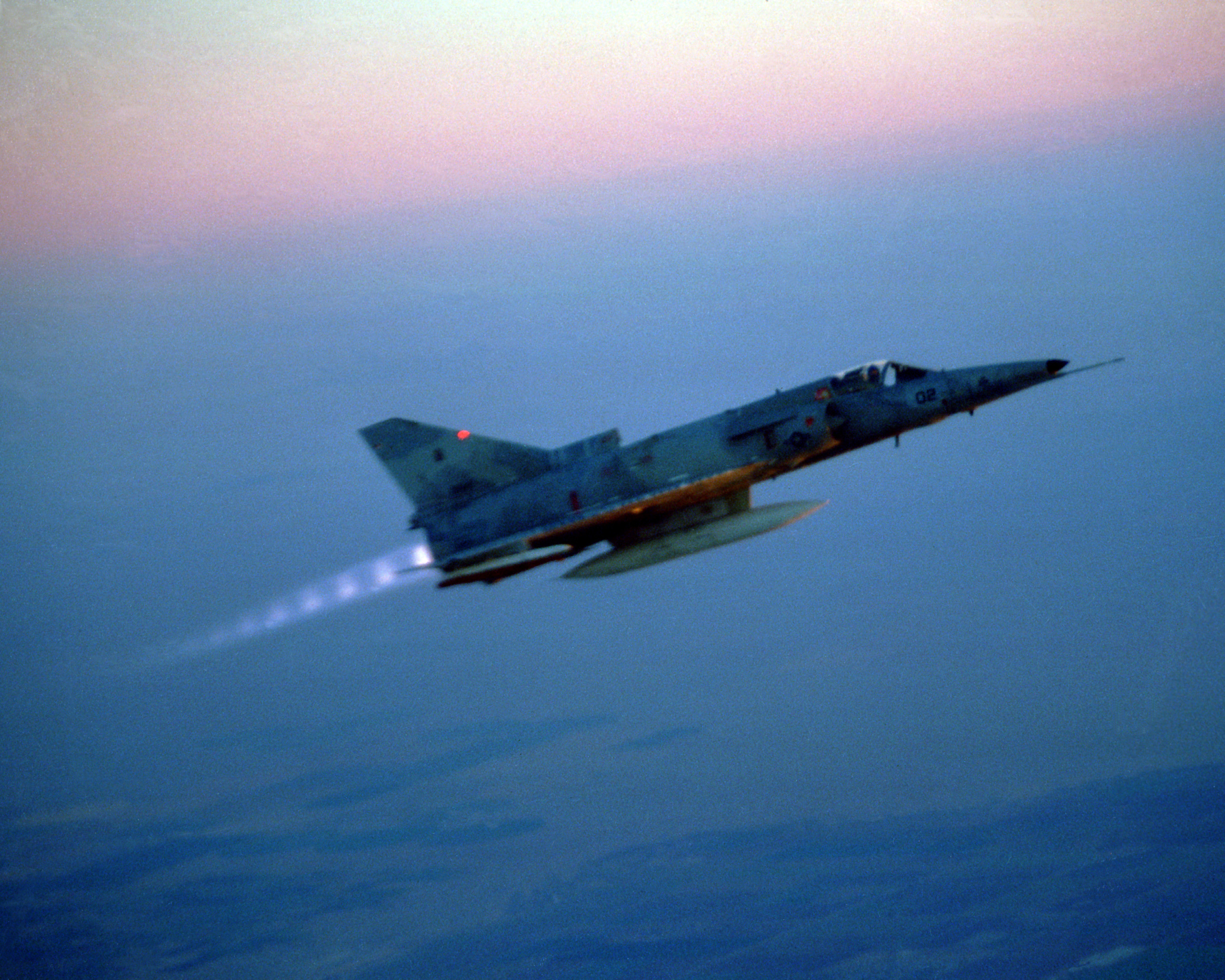
IAI Kfir de la US Navy amb el motor General Electric J79 en postcombustió. Vegeu que l'IAI Kfir té una presa a la base de la deriva vertical amb l'objectiu de donar el suficient refredament al postcremador.

El desenvolupament d'aquesta aeronau va començar en l'any 1969, però no seria fins a 1975 quan finalment anés donat a conèixer al públic general. Per mantenir en secret el desenvolupament del Kfir, el desenvolupament es va mantenir sota un secret programa denominat Cortina Negra.
Aquest desenvolupament es va produir principalment gràcies al laboriós treball encobert per part del servei d'intel·ligència israeliana, el Mossad, que va obtenir els plànols del Mirage 5 i del motor ATAR 09C a través d'Alfred Frauenknetch, enginyer de l'empresa suïssa Sulzer AG, que posseïa la llicència de fabricació dels Mirage per a Suïssa. Aquesta documentació va ser utilitzada directament en el procés de disseny del Nesher i posteriorment del Kfir. L'IAI Nesher va volar per primera vegada al setembre de 1969. Amb l'experiència adquirida en el combat, durant la Guerra de Desgast i la Guerra del Yom Kippur, es va decidir millorar els IAI Nesher, projecte que finalment derivaria en l'IAI Kfir.
Una de les primeres necessitats d'aquesta millora era la instal·lació d'una planta motriu més potent. Els motors ATAR 09C que muntaven els IAI Nesher no eren prou potents per a la nova versió, per la qual cosa els enginyers d'IAI van començar a treballar per millorar l'avió, decidint en primer terme quin seria el motor que reemplaçaria en ATAR.
Dues plantes motrius van ser inicialment seleccionades per a les proves del nou prototip: el turborreactor General Electric J79 i el turboventilador Rolls-Royce Spey. Finalment, el J79 va ser el motor seleccionat, a causa que era el mateix que utilitzaven els McDonnell Douglas F-4 Phantom II, que els israelians van començar a rebre dels Estats Units en 1969, a més de disposar de la mateixa llicència de construcció dels J79. El J79 era clarament superior en ATAR 09C, atorgant a l'aparell una embranzida de 53 kN, elevant-se fins als 83,4 kN amb el motor en postcombustió.
Per allotjar la nova planta motriu en el fuselatge de l'IAI Nesher, i per proporcionar el refredament necessari que requeria el motor J79, la part del darrere de l'aeronau va ser lleugerament escurçada i eixamplada, les seves preses d'aire van ser ampliades i es va instal·lar a més una allargada presa d'aire a la base del timó de cua, per proporcionar la refrigeració extra necessària per la postcombustió. El motor en si mateix estava encaixat en un escut tèrmic fabricat en titani.
El primer avió a provar el General Electric J79 sobre la cèl·lula del fuselatge, va ser un Dassault Mirage IIIBJ biplaça sobrenomenat Technolog (amb el nombre de matrícula 988), a l'abril de 1969. La funció d'aquest prototip era comprovar les millores en la relació peso-potència, maniobrabilitat i acceleració de la nova planta motriu. No obstant això, el nou prototip tenia problemes amb la nova planta, amb la qual cosa, gràcies a la col·laboració de General Electric, es va aconseguir desenvolupar una variant menor del motor J79, el J79-J1I. Aquest Mirage IIIBJ seguiria sent utilitzat per provar nombroses reformes de l'estructura de l'avió, passant a denominar-se més tard Kfir TC.
El Technolog va ser seguit d'un IAI Nesher remotoritzat, que va realitzar el seu primer vol al setembre de 1971. Com a resultat de l'estudi i les proves realitzades en el Technolog i en l'IAI Nesher amb la planta motriu J79, IAI va suggerir per força Aèria Israeliana la construcció d'un caça més avançat.
Inicialment, aquest primer prototip es denominava Ra'Am com a nom de projecte (traduït de l'hebreu: «tro»). Tenia una cabina de vol totalment revisada, un tren d'aterratge reforçat i una important quantitat d'aviònica israeliana. També els tancs interns es van ampliar, podent albergar 713 galons extra de combustible. Realment el prototip d'aquest primer Kfir era un IAI Nesher modificat (nombre de matrícula 712). El prototip realitzaria el seu primer vol al juny de 1973.

## Variants de l'IAI Kfir
L'IAI Kfir ha estat fabricat i modernitzat en diverses versions diferents: 
- Kfir C.1 (coneguts com a F-21 Lion en el codi de la US Navy i del USMC)
- Kfir C.2 (TC.2 en la seva versió biplaça)
- Kfir C.7 (TC.7 en la seva versió biplaça)
- Nammer (versió d'exportació del Kfir C.2 amb característiques del C.7)
- Kfir C.9 (versió proposada per a Construcció a l'Argentina)
- Kfir C.10 (també conegut com a Kfir 2000)
- Kfir C.12 (TC.10 en la seva versió biplaça)
- Kfir Tzniut (Versió de reconeixement del Kfir C.2)

### Kfir C.1

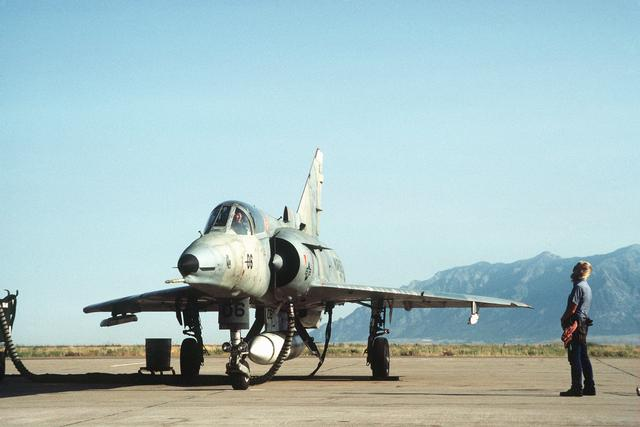
Kfir C.1 pertanyent a l'USMC

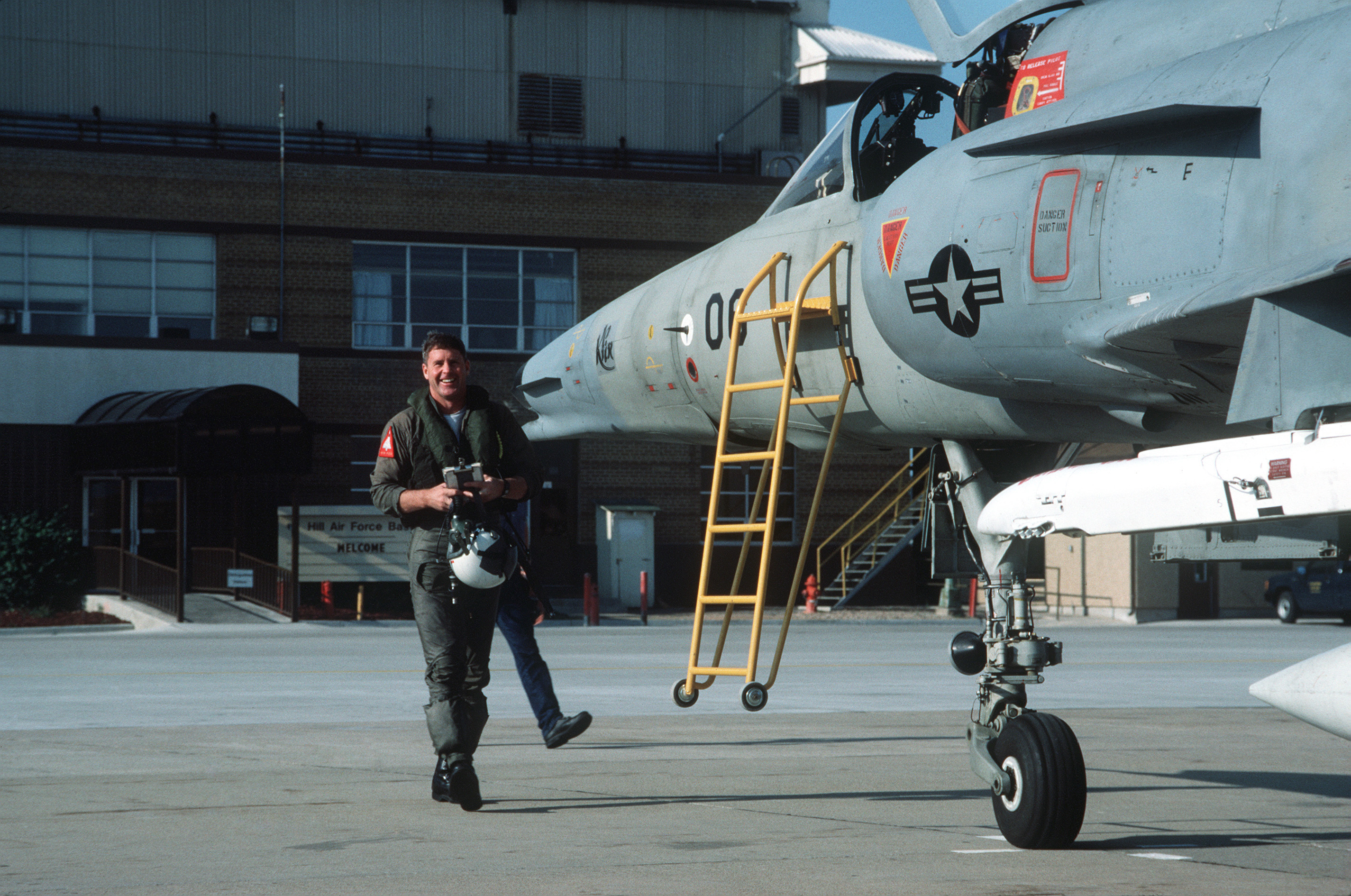
Detall de la secció davantera del Kfir C.1. (vegeu el canard de petita grandària instal·lada en el lateral de la presa d'aire)

Els lliuraments de la sèrie de producció de l'avió derivat de l'IAI Nesher, anomenat Kfir C.1, van començar en l'any 1974. Els primers avions que es van lliurar a la Heyl Ha'Avir (Força Aèria Israeliana) van ser assignats a l'Esquadró de Caça Nº1, encara que no es revelaria per primera vegada al públic fins a un any després, durant una cerimònia especial celebrada a la fàbrica de IAI situada en l'Aeroport Internacional de Ben Gurion el 14 d'abril de 1975.
Exteriorment, el Kfir C.1 s'assemblava al model Nesher, a excepció de les modificacions estructurals per allotjar el J79. A causa de l'experiència realitzada en les proves del prototip Ra'Am, es va decidir dotar-los d'unes petites aletes a banda i banda de les preses d'aire. Per tant, una altra de les diferències dels Kfir C.1 comparant-los amb els Nesher eren els seus petits canards desmuntables als costats a més d'altres millores menors. Només es van fabricar 27 Kfir C.1 a causa que IAI estava immers en el desenvolupament d'una versió millorada i avançada del Kfir, el Kfir C.2. Tots els Kfir C.1 es van equipar amb canard més petits que els del Kfir C.2.

### Kfir C.2 i TC.2

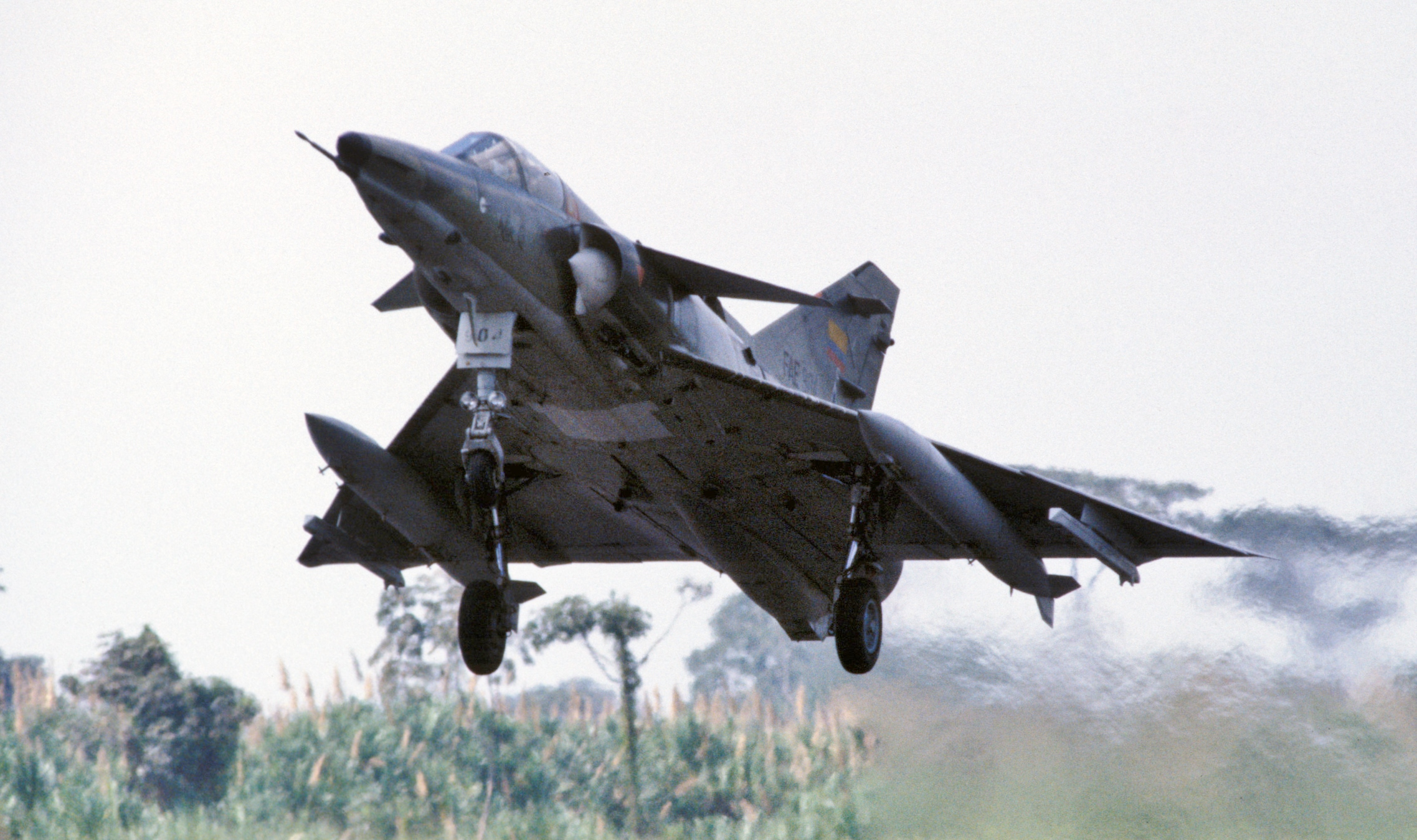
Kfir C.2 monoplaça (vegeu els plànols canard a banda i banda de les preses d'aire del motor que diferencien la versió C.2 de la C.1)

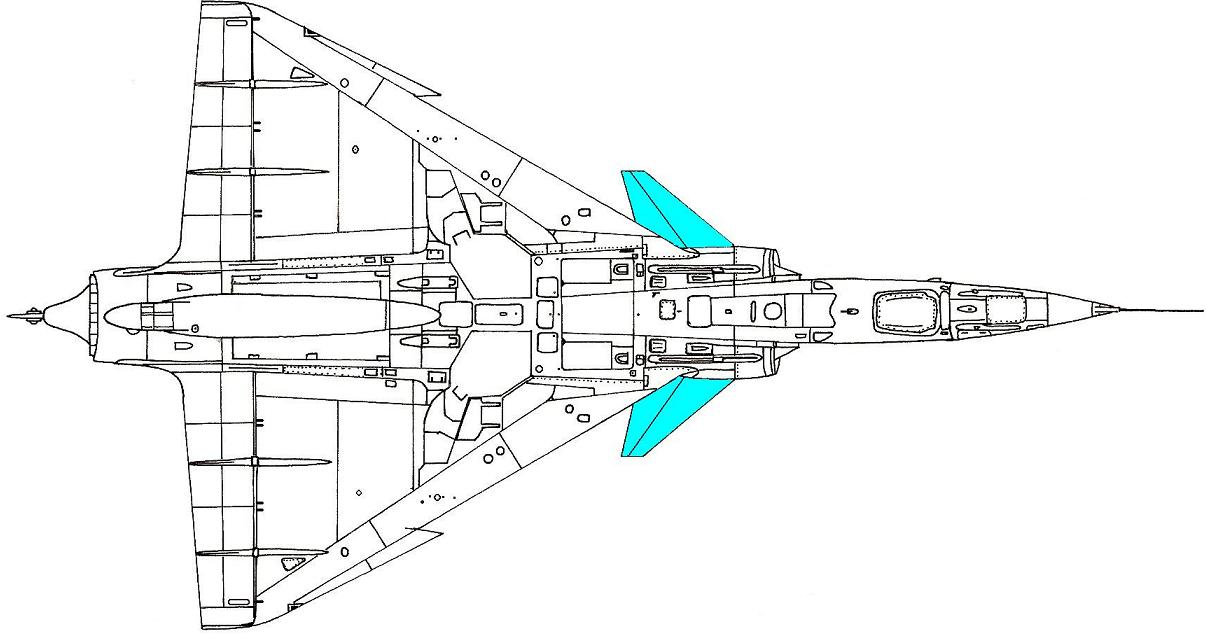
Vista de disseny del Kfir C.2. En blau, els plànols canard que fan característica a aquesta aeronau.

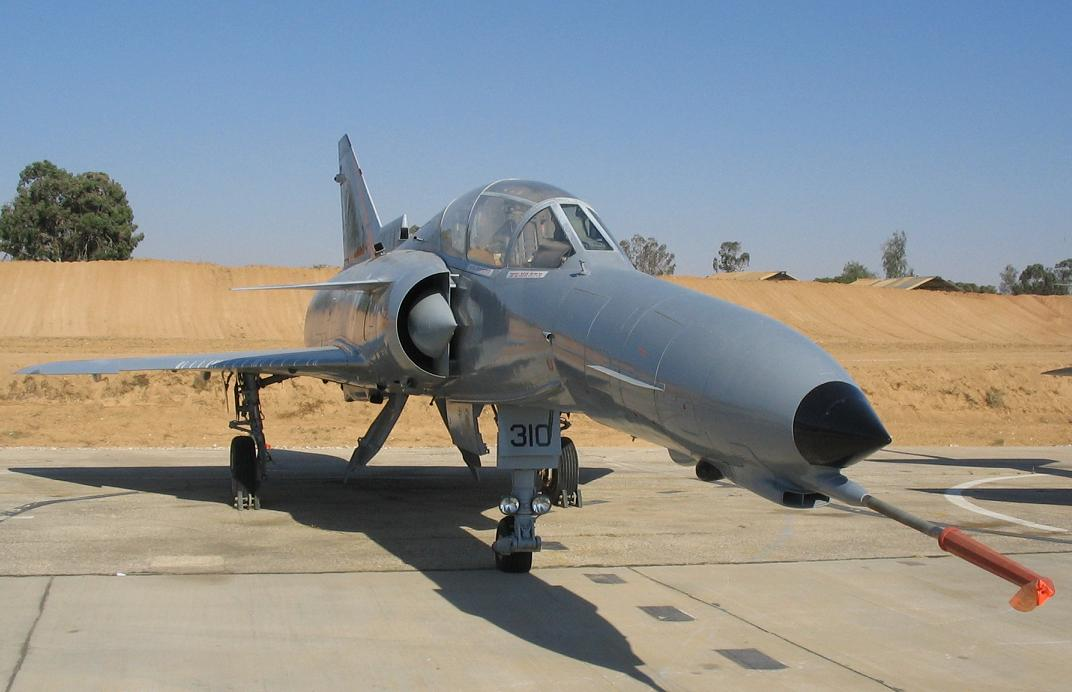
Kfir TC.2 biplaça (Detalladament el morro allargat i la cabina més àmplia, que diferencia al TC.2 del C.2)

Una versió millorada del Kfir C.1, el Kfir C.2, va entrar en servei el 20 de juliol de 1976. Els Kfir C.2 van ser la primera versió totalment estandarditzada de l'aeronau. Beneficiant-se de l'experiència operacional obtinguda amb la primera variant, el C.2 posseïa unes aletes canard en forma de delta instal·lades en els laterals de les preses d'aire.
Se sabia que la instal·lació de les aletes canard millorava la sustentació de l'ala delta, com s'havia experimentat en el Saab Viggen. Les aletes canard del Kfir C.2 aconseguien produir dos efectes que milloraven la capacitat de l'aeronau: en primer lloc, creaven un sistema de vòrtex que influïen favorablement en l'ala, produint major sustentació. En segon lloc, els canard exercien un lleuger efecte de desestabilització, ja que desplaçaven cap endavant el centre de pressions aerodinàmiques. D'aquesta manera es reduïen les càrregues sobre els alerons durant les maniobres i l'avió responia millor en el cabotejo.
Es van afegir també petites aletes en el morro per mantenir l'estabilitat horitzontal a elevats angles d'atac i en el plànol longitudinal mitjançant la instal·lació de dents de gos en les vores d'atac, substituint les ranures originals del Mirage III.
Aquestes, al costat d'altres millores aerodinàmiques, van donar al Kfir una millor maniobrabilitat, amb un coeficient de sustentació un 20% superior en condicions normals, una millora del maneig a baixa velocitat i van reduir la carrera d'aterratge i enlairament. Tots els Kfir C.2 estaven també equipats amb un seient projectable Martin Baker Mk.10 i set pilones d'armes.
El morro del Kfir C.2 va ser també redissenyat per permetre la instal·lació d'una varietat de moderna aviònica israeliana, incloent el radar de detecció Doppler Elta EL/M 2001 o 2001B, el sistema d'armes Rafael MAHAT o IAI WDNS-141, dos sistemes digitals control de vol per ordinador, sistemes de navegació inercial polivalent i un Head-up display (HUD).
A principis de l'any 1981, IAI va presentar la variant d'entrenament biplaça Kfir TC.2, la qual conservava totes les capacitats operacionals del C.2, alhora que servia com a unitat per a la conversió als Kfir i com a aeronau de guerra electrònica. El TC.2 és fàcilment recognoscible pel seu morro allargat en 84 centímetres, on s'alberga tota l'aviònica que s'allotjava en el lloc del segon seient, i amb una lleugera caiguda per millorar la visibilitat des de la cabina.
En 1983, quan la producció del Kfir va ser millorada a una nova versió, un total de 185 Kfir C.2 i TC.2 havien estat construïts.

### Kfir C.7 i TC.7

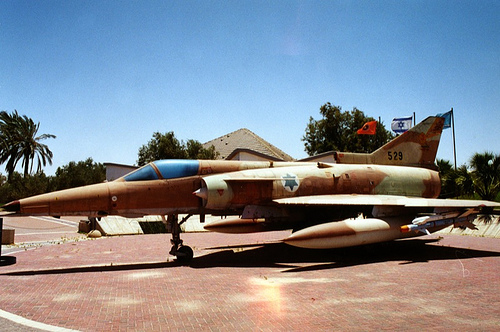
Kfir C.7 monoplaça de la Força Aèria Israeliana

El 1983, IAI va començar a modernitzar els Kfir C.2 i TC.2 a una nova variant, el Kfir C.7 i TC.7, que portava una versió modificada de la planta motriu General Electric J79-GE-17I, oferint una embranzida addicional de 4,45 kN (1.000 lb st) en postcombustió, i en conseqüència, una millorança en la relació peso-potència. El Kfir C.7 presentava una cabina modernitzada HOTAS, dues pilones d'armes addicionals sota les preses d'aire (per fer un total de nou), capacitat pel reabastiment en vol i nova aviònica, gairebé completament israeliana.
Entre aquesta aviònica trobem el radar Doppler Elta EL/M-2021B, amb capacitat d'exploració cap amunt i cap avall, manera d'escombratge marítim i de seguiment i evitació del terreny. També es va muntar el sistema de navegació Elbit S-8600 (construït sota llicència de Singer-Kearfott), que seria substituït posteriorment pel sistema de navegació i llançament d'armes IAI/Elbit WDNS-141 (s'instal·laria el model 341 en els de modernització més tardana), compatible amb la cabina HOTAS. També es va incloure en la cabina una pantalla multifunció i un làser per a l'ús d'armes guiades. L'equip de guerra electrònica està format per un contenidor d'interferències Elta EL/L-8202. El seient ejectable era un Martin-Baker IL10P amb capacitat zero-zero.
Amb un pes màxim a l'enlairament incrementat en 1.540 kg (3.395 lb), així com un major ràdio de combat, el Kfir C.7 va ser un caça amb una capacitat d'atac al sòl superior que la del seu predecessor. L'èmfasi donada en la millora de la capacitat d'atac del Kfir va assenyalar el nou rol assignat a l'aeronau durant les operacions realitzades per la Força Aèria Israeliana durant els conflictes de la dècada dels 80, mentre que els F-15 i els F-16 s'encarregaven de les missions de superioritat aèria i les missions d'intercepció.
Després del Kfir C.7, IAI va proposar per força Aèria Israeliana modernitzacions per a la seva flota de Kfir, designades com Kfir C.8 i C.9. No obstant això, les propostes no van despertar massa interès, i no van ser dutes a terme.

### Nammer

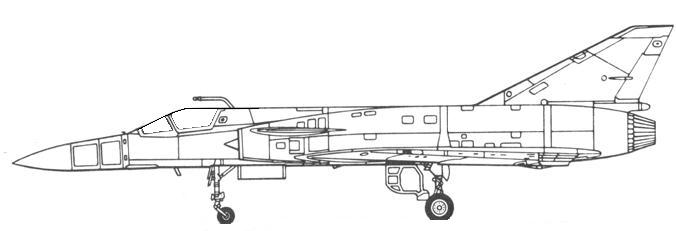
Dibuixo del IAI Nammer. Vegeu la diferència estructural proposta per albergar la nova planta motriu i la nova aviònica.

En 1991, Israel Aircraft Industries va introduir al mercat una nova versió modernitzada a cavall entre el Kfir C.2 i el Kfir C.7, coneguda com a IAI Nammer (traduït de l'hebreu:«Tigre») per al mercat d'exportació. IAI oferia el Nammer en dues propostes diferents.
La primera proposta disposava de moderna aviònica, incloent pantalles multifunció i una cabina amb tecnologia HOTAS. També el seu fuselatge era lleugerament més estret que la versió C.2, a causa que en aquesta versió es podia seleccionar entre diverses plantes motrius: el SNECMA ATAR 9K-50, el GE-Volvo F404/RM12, el Pratt and Whitney PW1120 i el SNECMA M53. D'aquesta manera s'aconseguia que el motor General Electric J79 no anés un impediment per a les exportacions d'aquesta versió de l'avió de combat. El Nammer també oferia millores que estaven presents en la versió C.7, com nou pilones d'armes en comptes dels set de la versió C.2 o una sonda de reabastiment en vol.
Així mateix, IAI també oferia una segona versió del Nammer, aprofitant el radar Elta EL/M-2032 i una altra aviònica utilitzada en el projecte IAI Lavi. Aquesta segona versió derivaria anys més tard en la creació del Kfir C.10.
Malgrat aquestes millores, IAI no va aconseguir exportar el Nammer a cap país.

### Kfir C.10

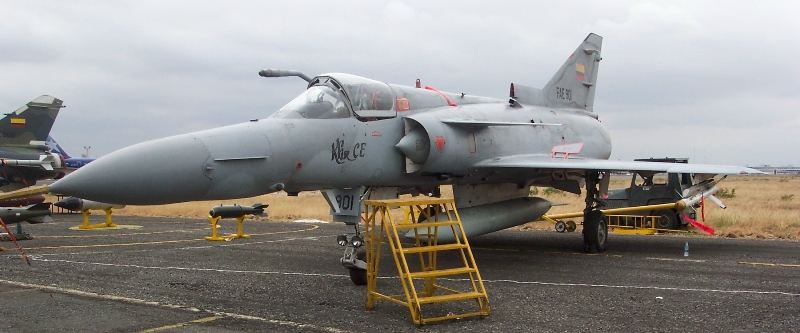
Kfir C.10 de la Força Aèria de l'Equador. Vegeu la sonda de reabastiment i el morro més allargat d'aquesta versió.

Desenvolupat per IAI per al mercat d'exportació, el Kfir C.10, també conegut pel nom de Kfir 2000, és l'última versió de la família Kfir, que aprofita la tecnologia emprada en el desenvolupament del prototip IAI Lavi.
La versió Kfir C.10 és un redissenyo sobre la base del Kfir C.7. La secció davantera del C.10, des de les preses d'aire, és totalment nova. L'aparell compta amb una nova cabina, una sonda de reabastiment en vol, i un morro allargat on s'allotja tota la nova aviònica d'aquesta versió. La cabina modernitzada HOTAS inclou un HUD millorat, dues pantalles multifunció a color de 4,4 polzades (127x177 mm), mostrant-se la informació del radar en la pantalla esquerra, mentre que de la dreta normalment presenta informació sobre el vol. També compta amb un panell frontal de control i suport per al sistema d'informació en el casc del pilot. El radar multimodo Elta EL/M-2032, desenvolupat a partir de l'Elta EL/M-2035 que utilitzava l'IAI Lavi, aúna la capacitat d'aquesta aeronau per a missions aire-aire o aire-terra, i atorga al Kfir C.10 la capacitat d'utilitzar el míssil de radar actiu RAFAEL Derby, així com les últimes versions del míssil infrarojos RAFAEL Python.
A data de 2009, les úniques nacions que es coneix utilitzen el Kfir C.10 són Equador, on reben el nom de Kfir CE (I en al·lusió a l'Equador), amb un total de 8 unitats, i Colòmbia, on es van comprar 13 unitats C.10 a Israel, per després modernitzar 11 Kfir modelo C.7 i portar-los a l'estandar C.10/C.12, formant així 2 esquadrons amb 24 unitats C.10/C.12.

## Desenvolupaments basats en l'IAI Kfir

### IAI Arie
El IAI Arie (traduït de l'hebreu:«León»), també conegut com a Super Kfir, era un projecte desenvolupat en la segona meitat de la dècada dels anys 70, basat en el coneixement tecnològic adquirit del Kfir. Estava projectat que fos un avió de combat monoplaça, capaç d'aconseguir una velocitat de mach 2,4.
De fet, el primer propòsit era desenvolupar un avió, que es cridaria IAI Super Kfir, reemplaçant els motors J79 pels més moderns F100 utilitzats en les primeres versions dels avions de combat F-15 i F-16. No obstant això, a causa dels especials requisits de les Forces de Defensa Israelianes, el disseny del projecte canviaria substanciancialment, donant lloc a l'estudi de l'IAI Arie.
Es van avaluar al voltant de tretze configuracions diferents. Per a això IAI va provar diferents plantes motirces, inclòs el Rolls-Royce RB-199 europeu que muntaven els avions Panavia Tornado. Aviat les opcions van ser reduïdes a dues: el motor F100 en configuració d'un o dos motors. Posteriorment l'Arie, sota el codi de projecte Light Weight Fighter-4 (LWF-4), passaria a muntar els motors General-Electric F-404 com els que s'utilitzen en el F/A-18 Hornet.
Malgrat els diferents dissenys, que li donaven una imatge diferent, l'IAI Arie es basava en l'IAI Kfir. Encara que el projecte finalment no va passar de la fase d'estudi, l'experiència adquirida s'utilitzaria posteriorment en el desenvolupament del IAI Lavi.

## Usuaris de l'IAI Kfir

### El Kfir en la Força Aèria Israeliana

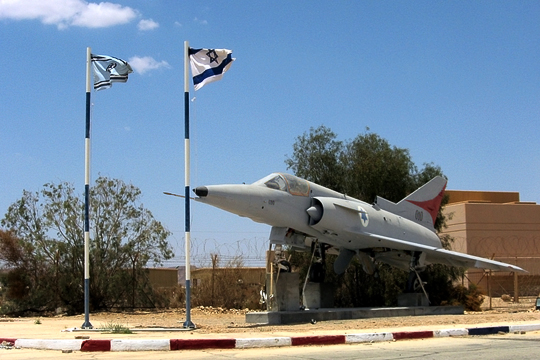
Kfir C.2 israelià exposat a la base d'Odva

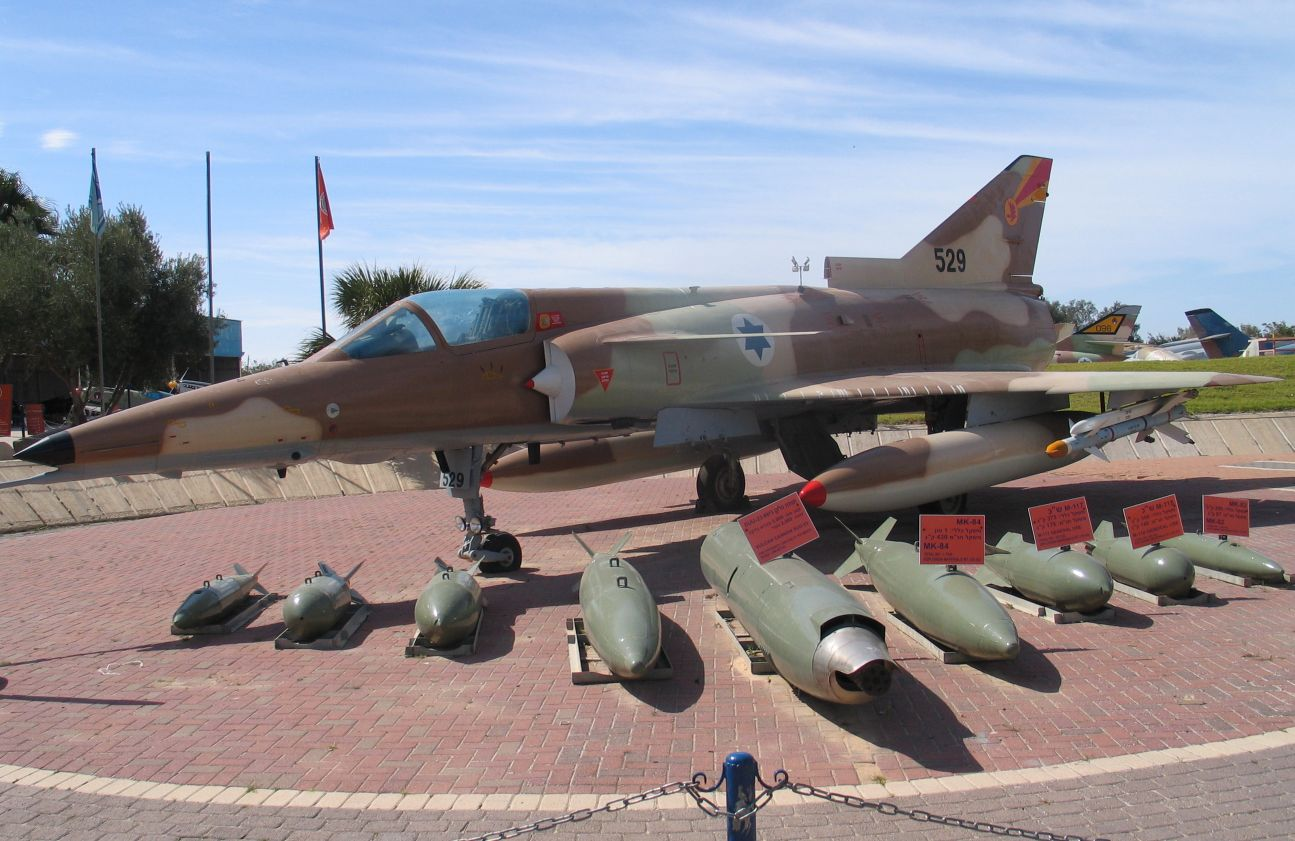
Kfir C.7 exposat en el Museu de la Força Aèria Israeliana, situat en Hatzerim

El Kfir va entrar en servei amb la Força Aèria Israeliana en l'any 1974, sent les primeres unitats assignades a l'Esquadró de Caça Nº1. Durant els següents anys, nombrosos esquadrons també van ser equipats amb aquesta aeronau. No obstant això, la carrera de l'IAI Kfir com a avió de superioritat aèria principal de la Força Aèria Israeliana va ser curta, a causa que en l'any 1976 Israel va rebre els primers lliuraments dels avions nord-americans F-15 Eagle.
La primera missió de combat del Kfir va tenir lloc el 9 de novembre de 1977, durant un atac aeri israelià contra un camp d'entrenament terrorista en Tel Azia, en el Líban. L'única victòria aèria que va aconseguir el Kfir durant els seus anys de servei en la IAF va succeir el 27 de juny de 1979, quan un Kfir C.2 va derrocar un Mikoian-Gurévitx MiG-21 sirià.
Quan va començar la invasió del sud del Líban en 1982 (en l'Operació Paz per Galilea), la IAF utilitzava les seves F-15 Eagle i F-16 Fighting Falcon per a tasques de superioritat aèria, deixant als Kfir l'acompliment de missions de bombardeig sense escorta. Poc temps més tard, tots els Kfir C.2 de la IAF van començar a ser modernitzats a l'estàndard C.7, que millorant la seva capacitat com caça bombarder, marcaria el nou rol que els Kfir exercirien dins de la IAF.
Durant la segona meitat de la dècada dels 90, els Kfir van ser finalment rellevats del servei actiu en la IAF, després de gairebé 20 anys de servei.

### El Kfir en altres països

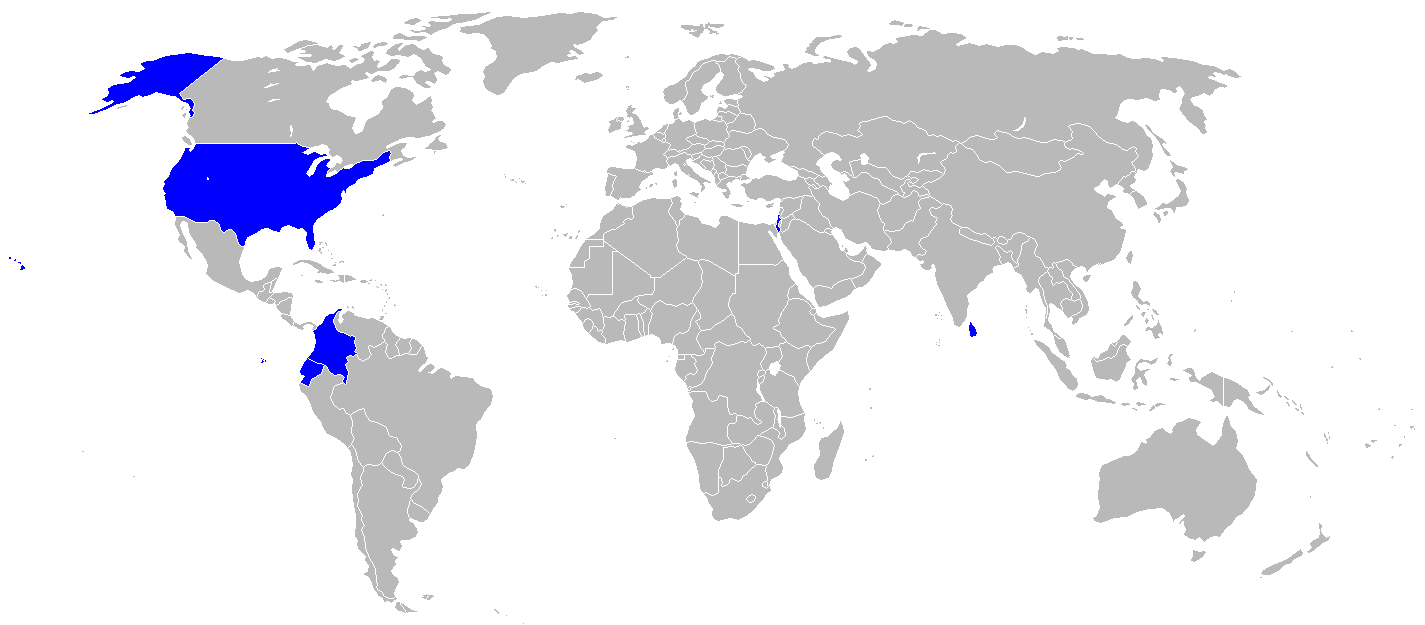
Usuaris de l'IAI Kfir al món

A causa que el turboreactor General Electric J79, així com diversa tecnologia que muntava el Kfir, era produïda a Israel sota llicència nord-americana, totes les exportacions del Kfir estaven subjectes a una aprovació prèvia del Departament d'Estat dels EUA, fet que va limitar la venda dels avions Kfir a països estrangers.
L'IAI Kfir va ser exportat a: 
- Colòmbia
- Equador
- Estats Units (en règim de lloguer)
- Sri Lanka

#### Colòmbia
En 1989, com a resultat d'un acord comercial entre Colòmbia i Israel, el govern colombià va comprar dotze Kfir C.2 i un Kfir TC.7 de segona mà, antigament operats per la Força Aèria Israeliana, que van ser lliurats per força Aèria de Colòmbia entre abril de 1989 i 1990. El gener de 1990, tots els Kfir C.2 van ser modernitzats a l'estàndard C.7, dotant-los d'equips més moderns, així com de capacitat pel reabastiment en vol, qualitat que va ser aconseguida al novembre de 1991 quan Colòmbia va incorporar un Boeing 707 cisterna.
Els Kfir colombians es troben assignats al Comando Aeri de Combat Nº1 (CACOM 1). Els Kfir de la Força Aèria de Colòmbia han estat utilitzats en missions d'atac durant operacions de contrainsurgència contra la guerrilla colombiana de les FARC.
A mitjan Gener de 2008, l'Ambaixador d'Israel va revelar que el seu país vendrà avions Kfir C.10 a Colòmbia en una transacció de la qual va dir desconèixer la seva suma. El Ministre de Defensa Colombià Juan Manuel Santos va viatjar a Israel al febrer de 2008 per tancar la transacció, en la qual es va acordar l'adquisició de 13 avions de segona mà i la repotenciació dels 11 avions que ja té.

#### Equador

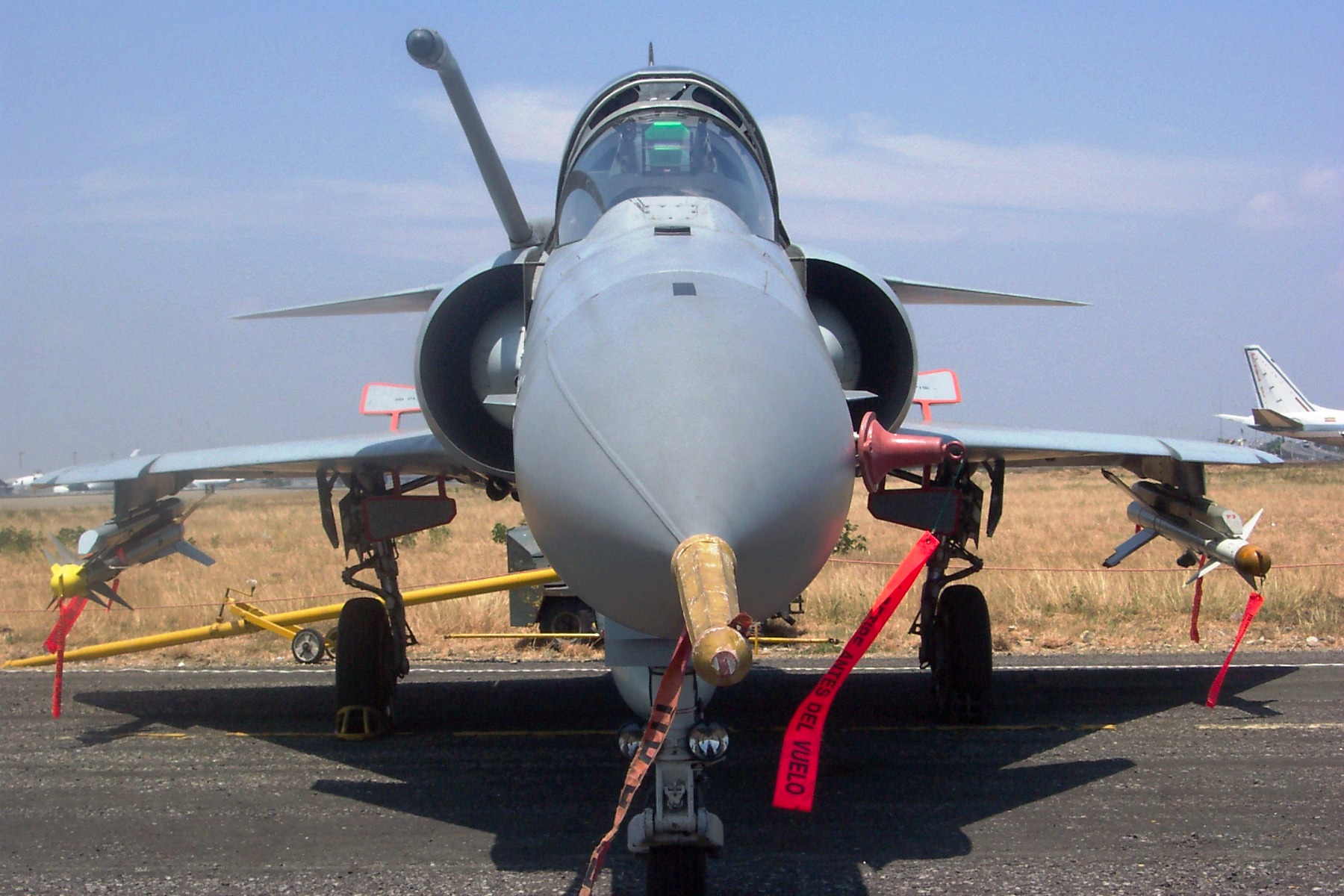
Kfir CE de la FAE, muntant un míssil Python 3 sota l'ala esquerra, i un Python 4 sota l'ala dreta.

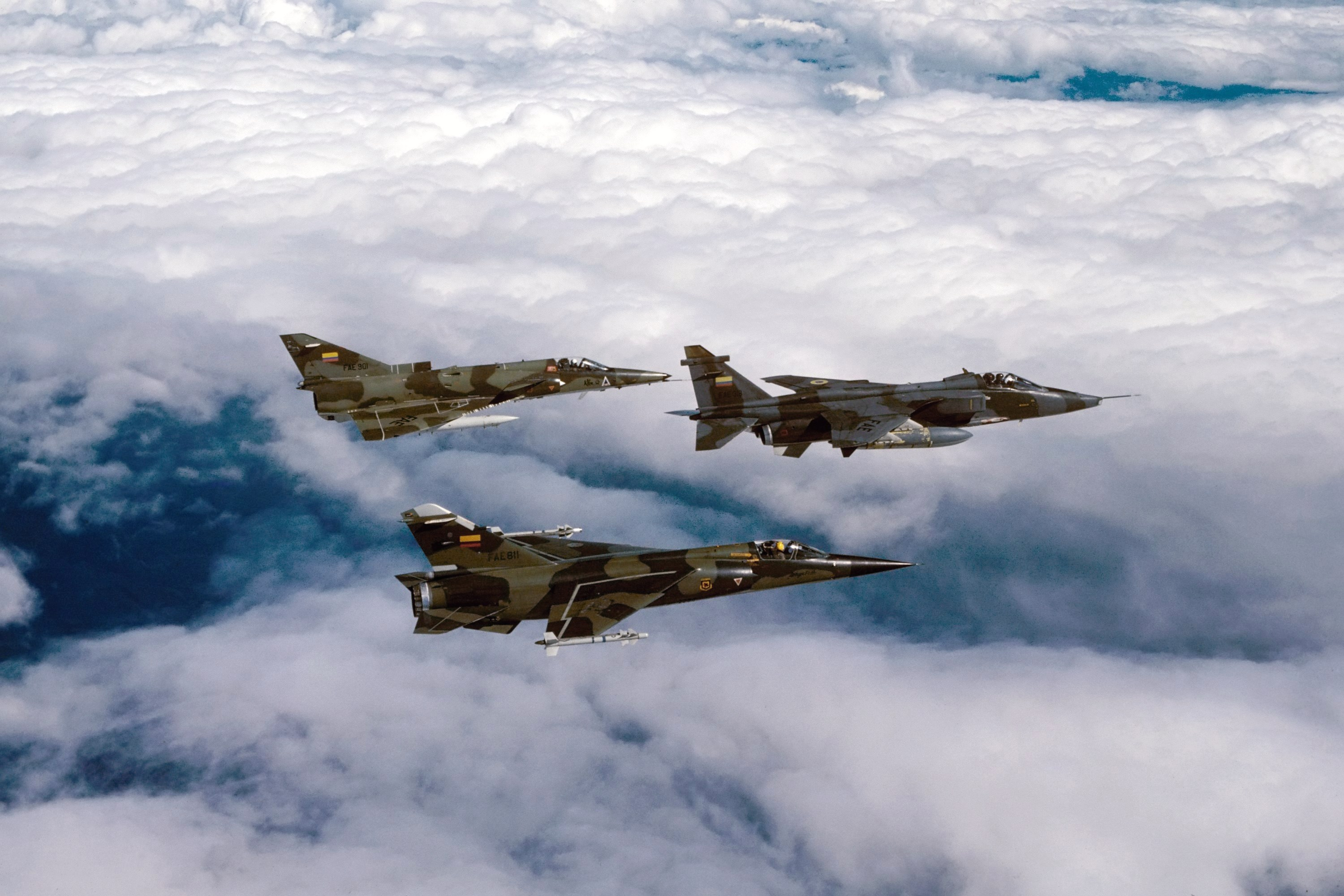
Kfir de la FAE volant en formació amb un Dassault Mirage F1 i un Sepecat Jaguar durant els exercicis Blue Horizon.

El programa per adquirir una nova tanda d'avions moderns per actualitzar la Força Aèria de l'Equador neix en 1977, quan governava el país el Consell Suprem de Govern. Sobre la base de l'informe que va presentar la comissió i a causa de limitacions pressupostàries, el candidat triat va ser l'IAI Kfir. El Govern de l'Equador va signar un contracte amb el Govern d'Israel el 21 de maig de 1981 per a l'adquisició de 10 Kfir C.2 i 2 Kfir TC.2. En aquest acord s'incloïa equip de suport, parts, entrenament, material bèl·lic i un simulador de vol. El 16 de juliol de 1981 viatjaria el primer grup de pilots per rebre entrenament. Posteriorment viatjarien a Israel altres grups de pilots i tècnics per rebre ensinistrament.
A la volta del primer grup de pilots, el Comandant de la FAE emet un document el 10 de març de 1982 pel qual quedaria constituït l'Esquadró 2113, dins de l'Ala 21, basats en Taura. El 31 de març arribaria el primer Kfir a l'Equador, el FAE 905, pilotats per personal de IAI. L'11 de juny de 1982, el president Osvaldo Hurtado Larrea va presidir l'acte oficial de lliurament del nou avió a la FAE.
Els IAI Kfir de la FAE van entrar en acció en l'any 1995, durant la Guerra del Cenepa, entre Equador i el Perú. Usant la flota de Cessna A-37B per als atacs terrestres, passant els Dassault Mirage F1 i els IAI Kfir C.2 a escometre tasques de superioritat aèria. El 10 de febrer de 1995, un IAI Kfir aconseguiria una victòria aèria sobre un Cessna A-37B de la Força Aèria del Perú.
En 1996, amb les tensions encara existents entre els dos països, Equador va decidir incorporar quatre IAI Kfir a majors: tres Kfir C.2 i un Kfir TC.2. En 1998, amb els SEPECAT Jaguar a punt de ser retirats del servei actiu, Equador va començar negociacions per a l'adquisició de vuit Kfir. Tement una escalada bèl·lica a Sud-amèrica (a causa que Perú ja havia adquirit 18 MiG-29 Fulcrum i 14 Sukhoi Su-25 Frogfoot de segona mà a Belarús) Estats Units va bloquejar aquest acord.
Com a alternativa, Equador i Israel van signar un acord en 1999 per al lliurament de dos Kfir C.10 i la modernització de 6 Kfir C.2 a l'estàndard C.10, coneguts a l'Equador com Kfir CE.
Pel 2005 l'Equador ja havia perdut quatre dels seus Kfirs, incloent un TC 2, en accidents.
A l'abril de 2008 Equador anuncia una nova repotenciació dels Kfir.

#### Estats Units

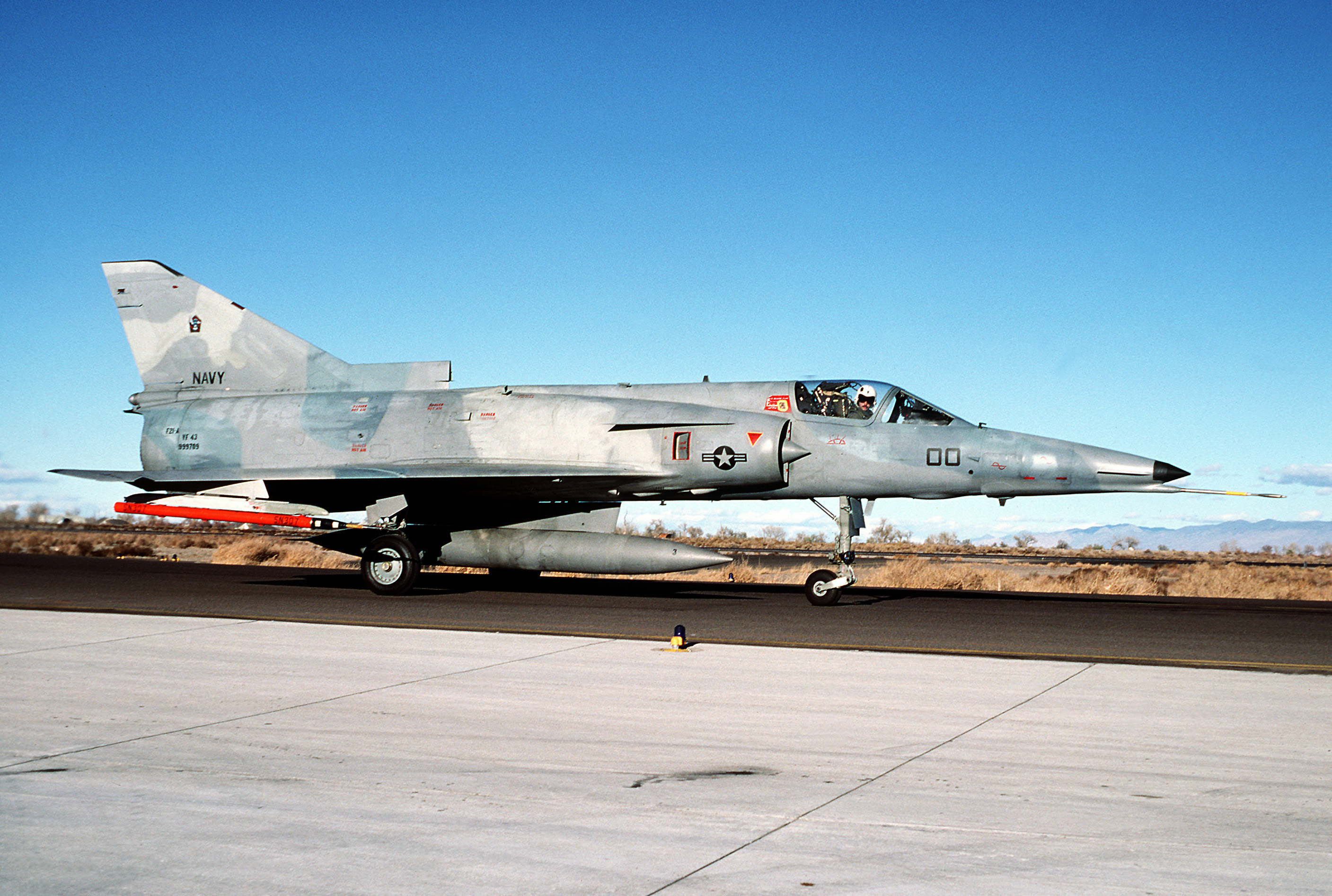
F-21A Lion de la US Navy

Vint-i-cinc Kfir C.1 modificats van ser llogats a la US Navy i al US Marine Corps des de 1985 fins a 1989, per exercir tasques d'agressors en entrenaments de combat aeri avançat, simulant el rol dels avions adversaris MiG-21 Fishbed i MiG-23/27 Flogger. Mentre van romandre llogats, els IAI Kfir C.1 van ser renombrats F-21A Lion.
D'aquestes aeronaus, 12 F-21A van ser destinades a l'Armada, assignant-los els nombres de sèrie del 163298 al 163309. Aquests avions estaven pintats en un esquema gris-blau de tres tonalitats tipus fantasma, operats per l'esquadró VF-43 «Challengers», a la base de NAS Oceana. En 1988 van ser retornats i reemplaçats pel F-16N Fighting Falcon. Les 13 aeronaus restants van ser llogades al Cos de Marines dels Estats Units, operats per l'esquadró VMFT-401 «Snipers» a la base de Yuma. A més dels avions pintats en gris-blau, l'USMC també tenia alguns F-21A estaven pintats en colors marró-ocre tipus desert. Aquestes aeronaus van ser reemplaçades pels F-5I Freeedom Fighter, en ser retornats els F-21A a Israel en 1989.

#### Sri Lanka
Sri Lanka va adquirir en l'any 1995 sis Kfir C.2 i un TC.2 de segona mà a Israel. Posteriorment, en 2001 s'adquirien nou aeronaus a majors a la flota, incloent quatre Kfir C.2, un Kfir TC.2 i quatre Kfir C.7. Després de la pèrdua de quatre de les seves Kfir, la Força Aèria de Sri Lanka opera una flota composta de dues Kfir TC.2, dos Kfir C.7 i vuit Kfir C.2, planejant modernitzar aquests caces en el futur
Sri Lanka va utilitzar els seus Kfir per dur a terme atacs contra objectius dels rebels del LTTE durant la Guerra Civil de Sri Lanka.

### Operadors civils de l'IAI Kfir

#### ATAC (Airborne Tactical Advantage Company)
L'empresa estadonidense ATAC (Airborne Tactical Advantage Company) utilitza actualment 6 Kfir F-21A
, igual que altres avions de combat donats de baixa, per actuar com a agressors en els entrenaments de l'Armada.
L'empresa ATAC, igual que altres empreses del sector com l'alemanya GDF o la francesa AVdef (ambdues englobades en el grup EADS) ofereixen els seus serveis com a forces aèries civils, sent contractades pels governs per fer entrenaments per als seus exèrcits.

### Clientela fallida de l'IAI Kfir

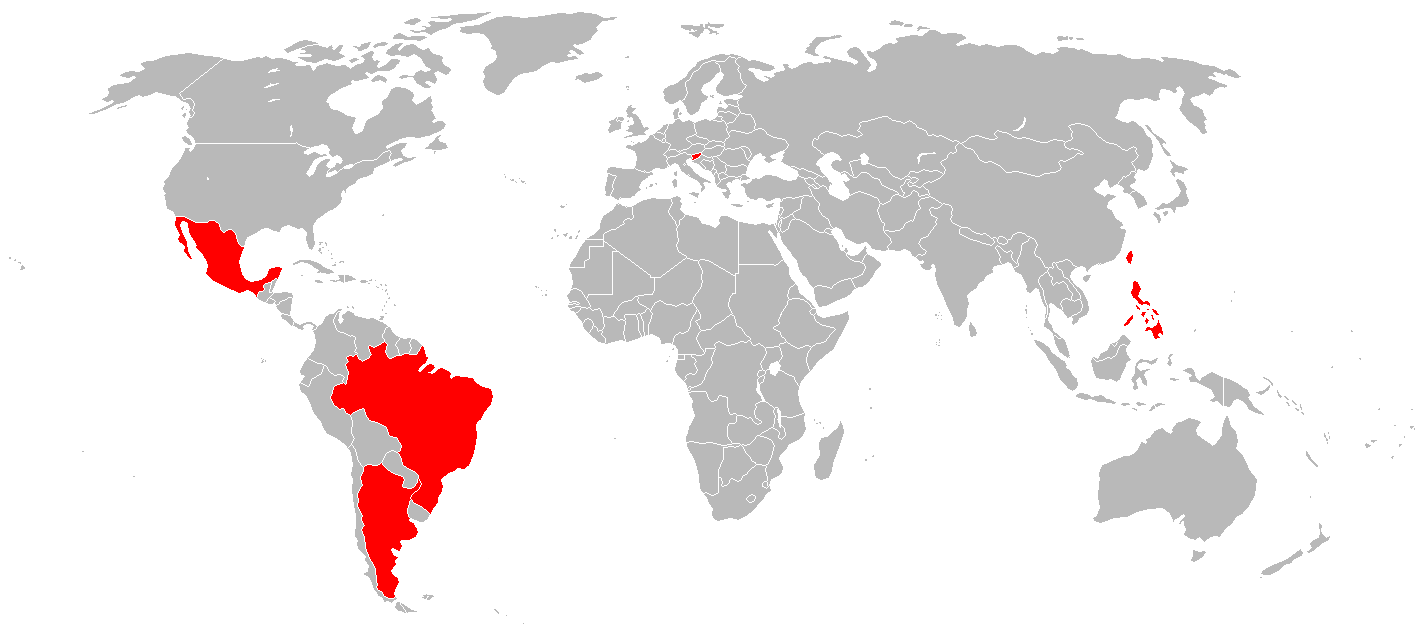
Països que no van seleccionar l'IAI Kfir

Encara que va ser ofert a nombroses nacions, l'IAI Kfir no va ser seleccionat als programes de compra de caces als següents països: 
- Argentina
- Brasil
- Eslovènia
- Filipines
- Mèxic
- República de la Xina (Taiwan)

#### Argentina
L'IAI Kfir va ser ofert dues vegades a l'Argentina, resultant ambdues vendes infructuoses. La primera vegada es va oferir el Kfir en la seva versió C.2 en l'any 1978. La negativa dels Estats Units que Argentina pogués utilitzar el motor General Electric J79, va portar per força Aèria Argentina a decidir-se per la compra de 26 IAI Dagger, derivat del IAI Nesher que portava el motor francès ATAR 9C.
En 1997, el Ministre de Defensa argentí, Jorge Domínguez, va visitar Israel per a l'adquisició d'aeronaus. Es va tornar a oferir a l'Argentina de nou l'IAI Kfir, en la seva versió C.7, que s'estaven donant de baixa de la Força Aèria Israeliana. Però finalment l'oferta tampoc va ser acceptada, a causa de la recessió econòmica que estava sofrint Argentina en aquest moment, i que finalment va derivar en la crisi econòmica de l'any 2001.

#### Brasil
A causa del retard en la definició del programa F-X sobre el futur caça de combat de la Força Aèria Brasilera, el govern de Brasil va estudiar la possibilitat de llogar durant un període aproximat de 5 anys un total de 12 caces IAI Kfir, amb una estimació d'un total de 91,6 milions de dòlars, per poder substituir als antiquats Mirage IIIEBR, que estaven a punt de complir el límit de la seva vida operativa. Els IAI Kfir servirien com a avió de transició fins a l'arribada del caça seleccionat pel programa F-X.
El model ofert al Brasil era el Kfir C.10, a partir d'avions Kfir C.7 modificats. La solució provisional aportada per Israel va motivar una millora de les ofertes, passant les empreses a oferir el model participant en el programa de segona mà en arrendament financer fins a l'arribada dels caces nous. Finalment, va ser seleccionada l'oferta del Dassault Mirage 2000BR, desestimant-se l'oferta israeliana sobre el Kfir.

#### Eslovènia
L'IAI Kfir va ser ofert per modernitzar la Força Aèria Eslovena després d'un anunci del govern d'Eslovènia per a la compra de nous caces. Encara que també van ser ofertes altres dues propostes, el F-16 Fighting Falcon i el Saab 39 Gripen, cap dels avions va ser seleccionat.

#### Filipines
El govern de les Filipines va entrar en negociacions en 1994 per a la compra de l'IAI Kfir per a la seva Força Aèria. Es va oferir l'aparell en tres de les seves versions: primerament va ser oferta la C.2, posteriorment la C.7, que estava a punt de donar-se de baixa en la Força Aèria Israeliana i en un últim lloc la C.10 en base d'avions Kfir C.7 modificats. Es va signar un memoràndum d'enteniment per a la compra de 18 Kfir C.7 i TC.7 per un total de 144 milions de dòlars, encara que finalment la signatura del contracte mai es va dur a terme.

#### Mèxic
El govern mexicà va entrar en negociacions amb el govern israelià per a la compra de 24 IAI Kfir C.2 i la creació d'una cadena de producció del Kfir en aquest país per a la venda del model als països d'Amèrica Llatina. Però el govern dels Estats Units va vetar l'acord, al·legant la negativa d'oferir el motor General Electric J79.
Finalment els Estats Units van vendre al govern mexicà sota el programa FMS Peace Aztec del Foreign Military Sales (programa de venda de material bèl·lic a l'estranger) l'avió de combat F-5I Freedom Fighter.

#### República de la Xina (Taiwan)
El govern de la República de la Xina (Taiwan) va entrar en contacte en l'any 1992 per a la compra d'un nou caça de combat avançat que complementés a l'avió de combat de construcció local, l'AIDC F-CK-1 Ching-kuo. Entre els candidats estaven el Dassault Mirage 2000 el F-16 Fighting Falcon i l'IAI Kfir en la seva versió C.2, aquest últim com una opció temporal fins a l'arribada del nou caça.
Finalment es va desestimar la venda després d'un pacte entre el ministre d'exteriors de la República Popular de la Xina, Qian Qichen, i el Primer Ministre israelià, Isaac Rabin, en la qual Israel es comprometia a no vendre els IAI Kfir a la República de la Xina (Taiwan) mentre que la República Popular de la Xina es comprometés a no subministrar armes als països àrabs.

## Especificacions (Kfir C.2)
Característiques generals

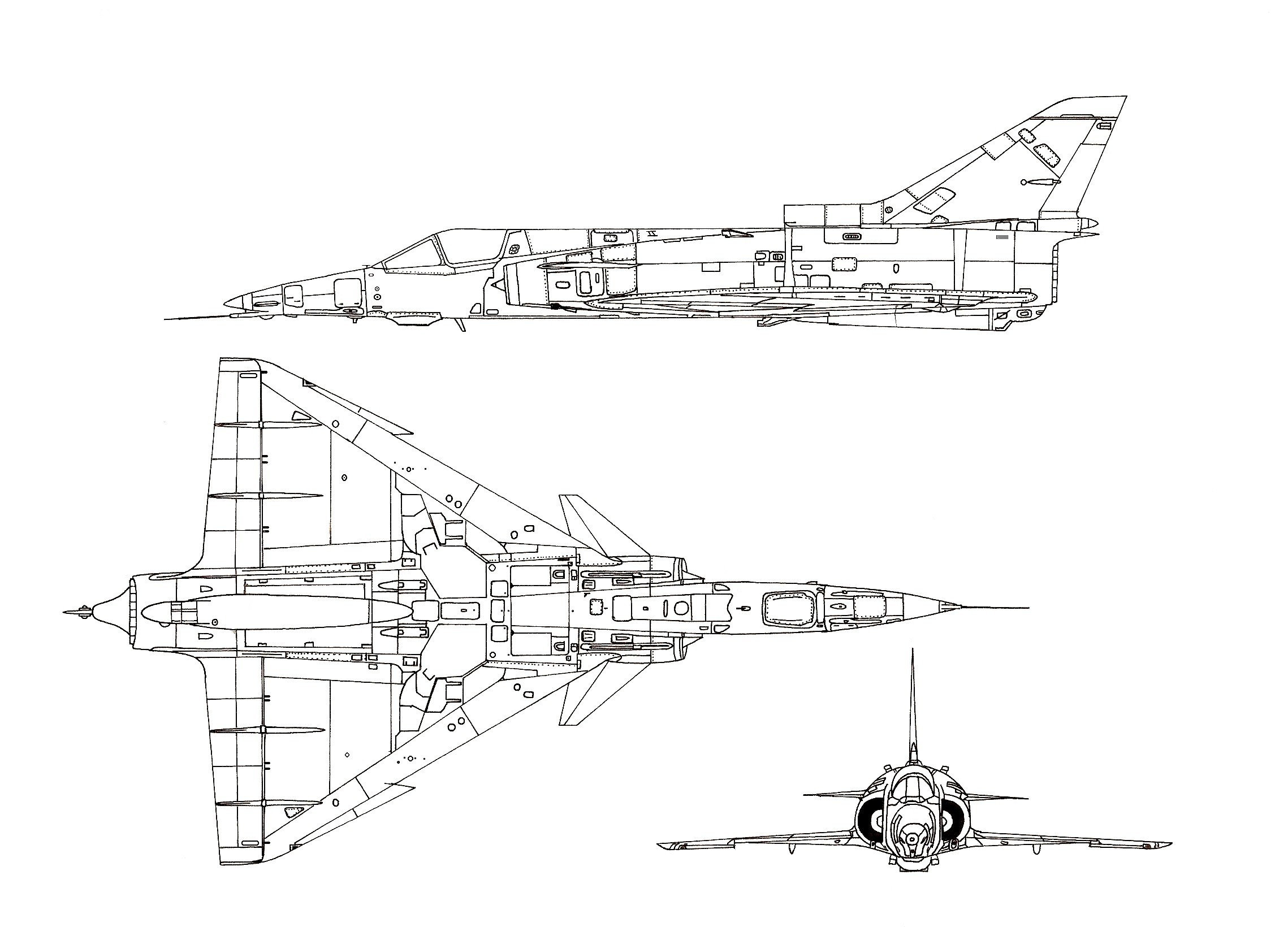
Diagrama de l'IAI Kfir.

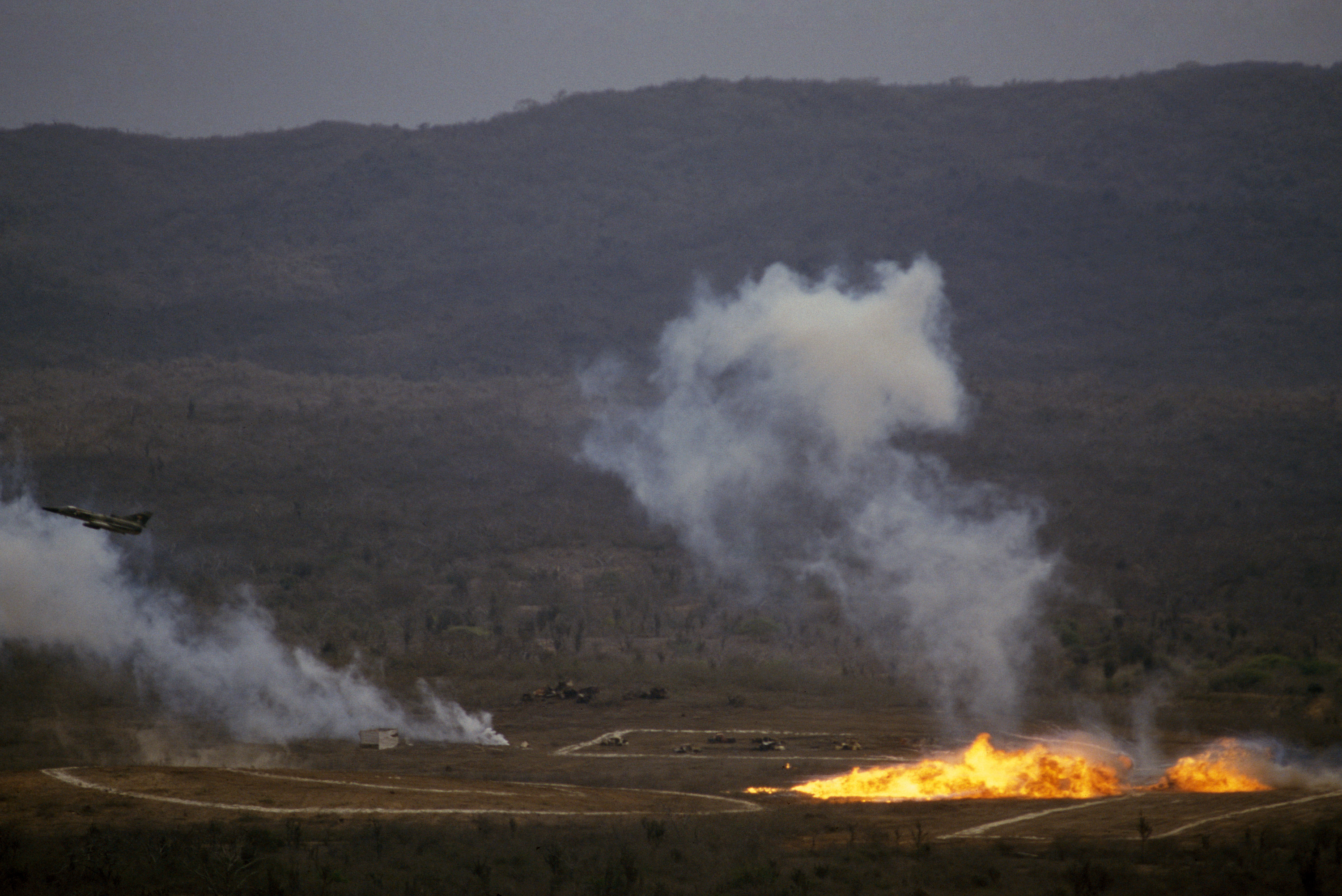
Kfir de la FAE durant els exercicis Blue Horizon.

- Tripulació: 1 (versió C.2) 2 (versió TC.2)
- Longitud: 15,65 m
- Envergadura: 8,21 m
- Altura: 4,55 m
- Superfície alar: 34,80 m²
- Pes buit: 7.285 kg
- Pes carregat: 10.415 kg
- Pes màxim en enlairar-se: 14.670 kg
- Planta motriu: 1× turborreactor General Electric J-79-J1E[2] (construït per IAI Bedek)
  - Impuls normal: 52,89 kN (11.890 lb st) d'impuls.
  - Impuls amb postcremador: 83,40 kN (18.750 lb st) d'impuls.

Rendiment:
- Velocitat màxima operativa (Vno): 2.440 km/h (1.516 mph)
- Sostre de servei: 17.700 m (58.000 ft)
- Trepada: 233,3 m/s

Aviònica
- Radar de detecció Doppler Elta EL/M 2001
- Rafael MAHAT
- IAI WDNS-141
- Contenidor d'interferències Elta EL/L-8202

Armament:
- Armes de projectils: 2 x canons automàtics DEFA 553 30 mm amb 140 trets cada un
- Punts d'anclatge: Set punts externs amb una capacitat de 6.085 kg, per carregar una combinació de:

### Configuració d'armes de l'IAI Kfir segons missió
| Superioritat aèria | Interdicció | Atac de precisió                                                                                 | Atac al sòl |
| --- | --- | ------------------------------------------------------------------------------------------------ | --- |
| - Dos canons DEFA de 30 mm - Quatre míssils aire-aire Rafael Shafrir 2 - Dos dipòsits subalars de 1300 L - Un contenidor ventral d'interferència Elta EL/L-8202 | - Dos canons DEFA de 30 mm - Dos míssils aire-aire Rafael Shafrir 2 - Deu bombes MK-82 (quatre ventrals, sis subalars) | - Dos canons DEFA de 30 mm - Dos míssils aire-aire Rafael Shafrir 2 - Dues bombes guiades GBU-15 | - Dos canons DEFA de 30 mm - Dos míssils aire-aire Rafael-Shafrir 2 - Un contenidor de canó ventral - Dos llançadors Matra 155 amb 18 coets no guiats SNEB de 68 mm |

## Curiositats
L'IAI Kfir també va saltar a les pantalles dels cinemes. Es pot veure en la pel·lícula Iron Eagle, pera el rodatge del qual es van llogar avions a la Força Aèria Israeliana. Els IAI Kfir exercien el paper dels avions enemics Mikoian-Gurévitx MiG-23.